# ماهیچه پایین‌برنده لب پایین
ماهیچه پایین‌برنده لب پایین (انگلیسی: Depressor labii inferioris muscle) از ماهیچه‌های صورت است و کار پایین کشیدن لب پایین را برعهده دارد.
خاستگاه آن رویه پیشین لبه پائین آرواره زیرین، پیوندگاهش ماهیچه گرد دهان و پوست لب پایین و عصب‌گیری آن از عصب چهره‌ای است.

## نگارخانه

Position of depressor labii inferioris muscle (red).
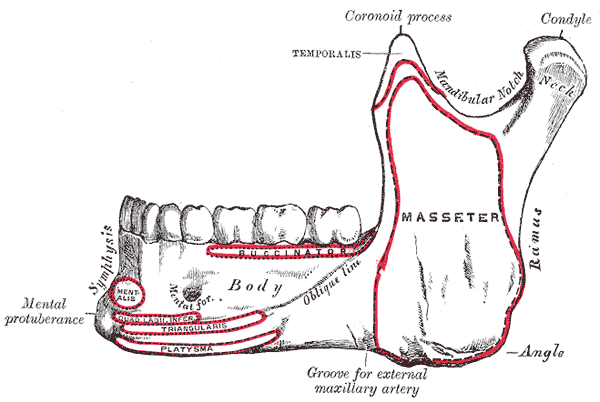
Mandible. Outer surface. Side view.